# Nathalia Dill
Nathalia Goyannes Dill Orrico, mais conhecida como Nathália Dill (Rio de Janeiro, 24 de março de 1986), é uma atriz brasileira. Célebre por seus diversos personagens nas variadas áreas do entretenimento, ela já ganhou vários prêmios, incluindo um Prêmio Extra, e um Prêmio Jovem Brasileiro, além de ter recebido indicações para um Prêmio Guarani e dois Prêmios Qualidade Brasil.
Nathalia fez sua estreia como atriz em 2005 na peça de drama A Glória de Nelson, baseada na obra de Nelson Rodrigues, e sua estreia na televisão em uma participação especial na série Mandrake, na HBO. Ela teve seu sucesso no papel da vilã Débora Rios na 15.ª temporada da série Malhação, que lhe rendeu um Prêmio Contigo! de TV. Ela posteriormente teve papéis principais como uma jovem reprimida na novela das seis Paraíso (2009) e duplos personagens no drama espírita Escrito nas Estrelas (2010), e uma personagem coadjuvante no drama de época Cordel Encantado (2011). Nathalia foi aclamada pela crítica e indicada ao Guarani de Melhor Atriz por interpretar uma DJ no filme dramático Paraísos Artificiais (2012).
Em 2014, ela voltou ao posto de protagonista na novela Alto Astral, na TV Globo. Em sequência, Dill esteve em diversas produções na emissora, obtendo destaque como vilã Branca Farto na novela de época Liberdade, Liberdade (2016), as gêmeas Júlia e Lorena da novela das sete Rock Story (2016), a revolucionária Elisabeta Benedito em Orgulho e Paixão (2018) e a vilã perversa Fabiana na novela do horário nobre A Dona do Pedaço (2019).
Em 2024, ela voltou para as telenovelas fazendo a protagonista Vênus em Família É Tudo da TV Globo.

## Carreira

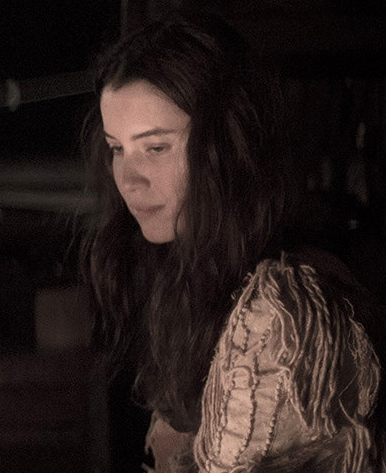
A atriz em cena do longa-metragem "Por Trás Do Céu".

Em 2005, começou sua carreira se apresentando em peças de teatro, como A Glória de Nelson e Jogos na Hora da Sesta. Em 2006 foi convidada para integrar o elenco da série Mandrake, da HBO, onde apareceu no episódio "Rosas Negras". Em 2007, interpretou a vilã Débora Rios na 15ª temporada do seriado Malhação; enquanto trabalhava no seriado participou como figurante do filme Tropa de Elite, onde interpretou uma estudante de universidade. Em 2008, participou dos filmes Feliz Natal e Apenas o Fim. No ano seguinte, Nathalia participou de Paraíso, onde deu vida personagem Maria Rita (Santinha). A novela teve boa audiência, e o casal formado por Nathalia e Eriberto Leão caiu no gosto do público. No mesmo ano participou do especial de fim de ano da emissora, Dó Ré Mi Fábrica.
Em 2010, Nathalia deu vida a Viviane/Vitória em Escrito nas Estrelas, personagem essa que lhe rendeu o prêmio de melhor atriz do ano no Prêmio Extra de Televisão. Em 2011 participou da novela Cordel Encantado, no papel da "justiceira" Doralice Peixoto, onde se travestia de homem para lutar no cangaço, a atriz foi elogiada pela composição da personagem. Estreou em 2012 no horário nobre da Globo em Avenida Brasil, de João Emanuel Carneiro, onde a personagem Débora é apaixonada por Jorge, papel que cabe a Cauã Reymond, que também interpretou Jesuíno na anterior Cordel Encantado, interesse romântico da personagem da atriz. Em 2013, viveu a vingativa Silvia em Joia Rara, personagem que buscava vingança contra Ernest (José de Abreu) e que acaba se apaixonando pelo filho deste, Victor (Rafael Cardoso). Em 2014, deu vida a determinada jornalista Laura em Alto Astral. Em 2016, fez uma participação em Êta Mundo Bom! e deu vida a vilã cômica Branca Farto na novela das onze Liberdade, Liberdade (telenovela). Ainda no mesmo ano protagonizou a novela Rock Story, interpretou as gêmeas Júlia e Lorena Monteiro. Em 2018, interpretou Elisabeta Benedito na novela Orgulho e Paixão, personagem livremente inspirado no romance britânico Orgulho e Preconceito (1813). Em 2019, integra o elenco da novela do horário nobre, A Dona do Pedaço, de Walcyr Carrasco, no papel da noviça Fabiana, a grande vilã da novela. Fabiana usa de sua perspicácia pra chantagear vários personagens. Rancorosa, a personagem sente inveja da irmã perdida, Vivi Guedes (Paolla Oliveira) e usa todos para ter o que quer, mesmo até prejudicando sua tia desconhecida Maria da Paz (Juliana Paes).
No segundo semestre de 2022, estrela a nova montagem da peça Três Mulheres Altas, de Edward Albee com Suely Franco e Deborah Evelyn nos papéis de A, B e C, trazendo o embate de três mulheres em diferentes fases da vida: juventude, maturidade e velhice.

## Vida pessoal
É filha dos professores universitários Evelyn Goyannes Dill Orrico e Rômulo Orrico. Em 2011, começou a namorar o diretor cinematográfico Caio Sóh, casando-se com ele em uma cerimônia civil em 2013. O casal divorciou-se em 2014. Em janeiro de 2015, durante as gravações da novela Alto Astral, começou a namorar seu par romântico na trama, o ator Sérgio Guizé, assumindo o namoro apenas em abril. O relacionamento chegou ao fim em 2017, após 2 anos juntos. Em fevereiro de 2018 começou a namorar o músico Pedro Curvello, com quem foi morar junto em 2019. O casal assinou um contrato de união estável. Em junho de 2020 anunciou para a imprensa que estava grávida. Sua filha, Eva, nasceu em dezembro de 2020.

## Filmografia

### Televisão
| Ano       | Título               | Personagem                                             | Notas                        |
| --------- | -------------------- | ------------------------------------------------------ | ---------------------------- |
| 2007      | Mandrake             | Valentina                                              | Episódio: "Rosas Negras"     |
| 2007–2009 | Malhação             | Débora Rios                                            | Temporada 15                 |
| 2009      | Paraíso              | Maria Rita Godói (Santinha)                            |                              |
| 2009      | Dó-Ré-Mi-Fábrica     | Viola                                                  | Especial de fim de ano       |
| 2010      | Escrito nas Estrelas | Viviane Ferreira / Vitória Nogueira Valentina Aguillar |                              |
| 2011      | Cordel Encantado     | Doralice Guerra Peixoto (Dora) / Fubá                  |                              |
| 2011      | Aline                | Morte                                                  | Episódio: "Aline: O Musical" |
| 2012      | Avenida Brasil       | Débora Magalhães Queirós                               |                              |
| 2013–2014 | Joia Rara            | Sílvia Zampari Hauser                                  |                              |
| 2014–2015 | Alto Astral          | Laura Martins                                          |                              |
| 2016      | Êta Mundo Bom!       | Anastácia Sampaio de Goytacazes (jovem)                | Episódio: "18 de janeiro"    |
| 2016      | Liberdade, Liberdade | Branca Farto                                           |                              |
| 2016–2017 | Rock Story           | Júlia Monteiro Lorena Monteiro                         |                              |
| 2018      | Orgulho e Paixão     | Elisabeta Benedito                                     |                              |
| 2019      | A Dona do Pedaço     | Fabiana Sobral Ramirez / Fabiana do Rosário            |                              |
| 2024      | Família É Tudo       | Vênus Mancini                                          |                              |
| 2025      | Guerreiros do Sol    | Valiana                                                |                              |

### Cinema
| Ano  | Título                      | Personagem      | Nota           |
| ---- | --------------------------- | --------------- | -------------- |
| 2007 | Tropa de Elite              | Natália         |                |
| 2008 | Feliz Natal                 | Marília         |                |
| 2008 | Apenas o Fim                | Taiara          |                |
| 2009 | Alguns Nomes do Impossível  | Érika           | Curta-metragem |
| 2012 | Paraísos Artificiais        | Erika           |                |
| 2017 | Por Trás do Céu             | Aparecida       |                |
| 2017 | Talvez uma História de Amor | Fernanda        |                |
| 2021 | Um Casal Inseparável        | Manuela         |                |
| 2022 | Incompatível                | Patrícia Bacchi |                |
| 2025 | Na Linha de Fogo            | Louise          |                |
| 2026 | O Personagem                | Diana           |                |

### Videoclipe
| Ano  | Música     | Artista   |
| ---- | ---------- | --------- |
| 2017 | "Respeita" | Ana Cañas |

## Teatro
| Ano       | Peça                       | Personagem            |
| --------- | -------------------------- | --------------------- |
| 2005      | A Glória de Nelson         |                       |
| 2005      | Jogos na Hora da Sesta     |                       |
| 2006      | As Aventuras de Tom Sawyer | Tom Sawyer            |
| 2007      | O Beijo no Asfalto         | Assistente de direção |
| 2008      | Boca de Cowboy             | Cavale                |
| 2011      | A Agonia do Rei            | Rainha Clarisse       |
| 2017–2019 | Fulaninha e Dona Coisa     | Fulaninha             |
| 2022–2025 | Três Mulheres Altas        | C                     |

## Prêmios e indicações
| Ano  | Prêmio                                         | Categoria                               | Nomeações              | Resultado |
| ---- | ---------------------------------------------- | --------------------------------------- | ---------------------- | --------- |
| 2008 | Capricho Awards                                | Atriz Nacional                          | Malhação               | Indicada  |
| 2008 | Meus Prêmios Nick                              | Melhor Atriz                            | Malhação               | Indicada  |
| 2008 | Prêmio Extra de Televisão                      | Atriz Revelação                         | Malhação               | Indicada  |
| 2008 | Prêmio Quem                                    | Revelação                               | Malhação               | Indicada  |
| 2008 | Melhores do UOL e PopTevê                      | Atriz Revelação                         | Malhação               | Indicada  |
| 2009 | Prêmio Contigo! de TV                          | Melhor Atriz Revelação                  | Malhação               | Venceu    |
| 2009 | Troféu Internet                                | Melhor Atriz                            | Malhação               | Indicada  |
| 2009 | Capricho Awards                                | Melhor Atriz Nacional                   | Paraíso                | Indicada  |
| 2009 | Prêmio Extra de Televisão                      | Melhor Atriz                            | Paraíso                | Indicada  |
| 2009 | Prêmio Arte Qualidade Brasil                   | Melhor Atriz                            | Paraíso                | Indicada  |
| 2009 | Prêmio Quem                                    | Melhor Atriz de Televisão               | Paraíso                | Indicada  |
| 2009 | Meus Prêmios Nick                              | Atriz Favorita                          | Paraíso                | Indicada  |
| 2009 | Melhores do UOL e PopTevê                      | Melhor Atriz                            | Paraíso                | Indicada  |
| 2010 | Prêmio Contigo! de TV                          | Melhor Atriz de Novela                  | Paraíso                | Indicada  |
| 2010 | Prêmio Jovem Brasileiro                        | Melhor Atriz                            | Escrito nas Estrelas   | Venceu    |
| 2010 | Capricho Awards                                | Melhor Atriz Nacional                   | Escrito nas Estrelas   | Indicada  |
| 2010 | Melhores do Ano                                | Melhor Atriz                            | Escrito nas Estrelas   | Indicada  |
| 2010 | Prêmio Extra de Televisão                      | Melhor Atriz                            | Escrito nas Estrelas   | Venceu    |
| 2010 | Meus Prêmios Nick                              | Atriz Favorita                          | Escrito nas Estrelas   | Indicada  |
| 2010 | Melhores e Piores - TV Press                   | Melhor Atriz                            | Escrito nas Estrelas   | Venceu    |
| 2010 | Prêmio Tudo de Bom - O Dia                     | Melhor Atriz                            | Escrito nas Estrelas   | Indicada  |
| 2011 | Prêmio Contigo! de TV                          | Melhor Atriz                            | Escrito nas Estrelas   | Indicada  |
| 2011 | Prêmio Arte Qualidade Brasil                   | Melhor Atriz                            | Escrito nas Estrelas   | Indicada  |
| 2011 | Prêmio FITA - Festival Internacional de Teatro | Melhor Atriz Coadjuvante                | A Agonia do Rei        | Indicada  |
| 2011 | Prêmio Melhores da Revista da TV - O Globo     | Melhor Atriz Coadjuvante                | Cordel Encantado       | Venceu    |
| 2011 | Melhores do UOL e PopTevê                      | Melhor Atriz                            | Cordel Encantado       | Indicada  |
| 2012 | Prêmio Contigo! de TV                          | Melhor Atriz                            | Cordel Encantado       | Indicada  |
| 2013 | Prêmio ACIE de Cinema                          | Melhor Atriz                            | Paraísos Artificiais   | Indicada  |
| 2013 | Prêmio Guarani de Cinema Brasileiro            | Melhor Atriz                            | Paraísos Artificiais   | Indicada  |
| 2015 | Prêmio Contigo! de TV                          | Melhor Atriz de Novela                  | Alto Astral            | Indicada  |
| 2016 | Prêmio Extra de Televisão                      | Melhor Atriz Coadjuvante                | Liberdade, Liberdade   | Indicada  |
| 2016 | Prêmio Quem de Televisão                       | Melhor Atriz Coadjuvante                | Liberdade, Liberdade   | Indicada  |
| 2016 | Prêmio NoticiasdeTV.Com                        | Atriz Antagonista                       | Liberdade, Liberdade   | Indicada  |
| 2016 | Troféu UOL TV e Famosos                        | Melhor Atriz                            | Liberdade, Liberdade   | Indicada  |
| 2016 | Melhores do Ano Minha Novela                   | Melhor Atriz                            | Rock Story             | Indicada  |
| 2017 | Prêmio Contigo! Online                         | Melhor Atriz de Novela                  | Rock Story             | Indicada  |
| 2018 | Prêmio Aplauso Brasil                          | Melhor Elenco (júri popular)            | Fulaninha e Dona Coisa | Venceu    |
| 2018 | Prêmio F5                                      | Melhor Atriz de Novela                  | Orgulho e Paixão       | Indicada  |
| 2018 | Prêmio The Brazilian Critic                    | Melhor Atriz em Telenovela              | Orgulho e Paixão       | Indicada  |
| 2019 | Prêmio Arcanjo de Cultura                      | Streaming TV                            | A Dona do Pedaço       | Indicada  |
| 2019 | Prêmio NoticiasdeTV.Com                        | Atriz Antagonista                       | A Dona do Pedaço       | Indicada  |
| 2019 | Prêmio Área VIP                                | Personagem do Ano                       | A Dona do Pedaço       | Indicada  |
| 2019 | Melhores do Ano Minha Novela                   | Melhor Vilão/Vilã (voto redação)        | A Dona do Pedaço       | Venceu    |
| 2019 | Troféu Observatório da Televisão               | Melhor Atriz Coadjuvante (voto popular) | A Dona do Pedaço       | Venceu    |
| 2019 | Prêmio BreakTudo                               | Crush do Ano                            | A Dona do Pedaço       | Indicada  |
| 2022 | Festival Sesc Melhores Filmes                  | Melhor Atriz Nacional                   | Um Casal Inseparável   | Indicada  |
| 2022 | SEC Awards                                     | Melhor Atriz Nacional em Filme          | Um Casal Inseparável   | Indicada  |